# Y a-t-il un parrain pour sauver la mafia ?
Pour plus de détails, voir Fiche technique et Distribution.
Y a-t-il un parrain pour sauver la mafia ? (Kiss Toledo Goodbye) est un film américain réalisé par Lyndon Chubbuck, sorti en 1999 directement en vidéo.

## Synopsis
Kevin Gower apprend que son père, qu'il n'a jamais connu, est un parrain de la mafia. Quand ce dernier est assassiné, il doit le remplacer pour quelque temps, avec l'aide de Max, son consiglieri, afin d'éviter une guerre entre familles. Il doit aussi cacher sa nouvelle vie à sa famille et surtout à sa fiancée Deeann. 

## Fiche technique
- Titre original : Kiss Toledo Goodbye
- Réalisation : Lyndon Chubbuck
- Scénario : Robert Easter
- Photographie : Frank Byers
- Montage : Rebecca Ross
- Musique : Phil Marshall
- Sociétés de production : Award Entertainment, Bruin Grip Services et KTG Productions
- Pays d'origine :  États-Unis
- Langue originale : anglais
- Genre : Comédie et film de gangsters
- Durée : 96 minutes

## Distribution
- Michael Rapaport : Kevin Gower
- Christopher Walken : Max
- Robert Forster : Sal Fortuna
- Christine Taylor : Deeann Emory
- Nancy Allen : Madge
- Jamie Anderson : Wendy
- Paul Schulze : Nicky
- Paul Ben-Victor : Vince
- Robert Pine : Oz
- Bill Smitrovich : T. Bud
- Don Dowe : Glen